# Serra Voltorera
La serra Voltorera o Muntanya de Cabarrà, és una serra situada entre els municipis de Cabra del Camp i el Pont d'Armentera a la comarca de l'Alt Camp. Les seves altituds màximes són el Puig de Cabdells (822 m) i la Voltorera (819 m). S'estén en direcció sud-oest a nord-est, i està separada de la serra de Jordà, al sud-oest, pel coll de Cabra.
La part nord de la serra forma part de la conca del Gaià, mentre que la resta pertany a la del Francolí.
Hi ha el projecte de construir-hi el parc eòlic Serra Voltorera, amb 10 molins.